# Det skall ske vad som står skrivet
Det skall ske vad som står skrivet är en psalm som skrevs av C. M. Holm och publicerades första gången 1892 i Herde-Rösten som nr. 316. Några år senare, trycktes sången i Cittran, utgiven 1904 i Chicago. 
Den melodi som används skrevs ursprungligen 1889 av Andrew L. Skoog för Nu har fågeln funnit näste.

## Publicerad i
- Herde-Rösten 1892 som nr 316 under rubriken "Israel".
- Cittran 1904 i Chicago